# Eugène Caïs de Pierlas

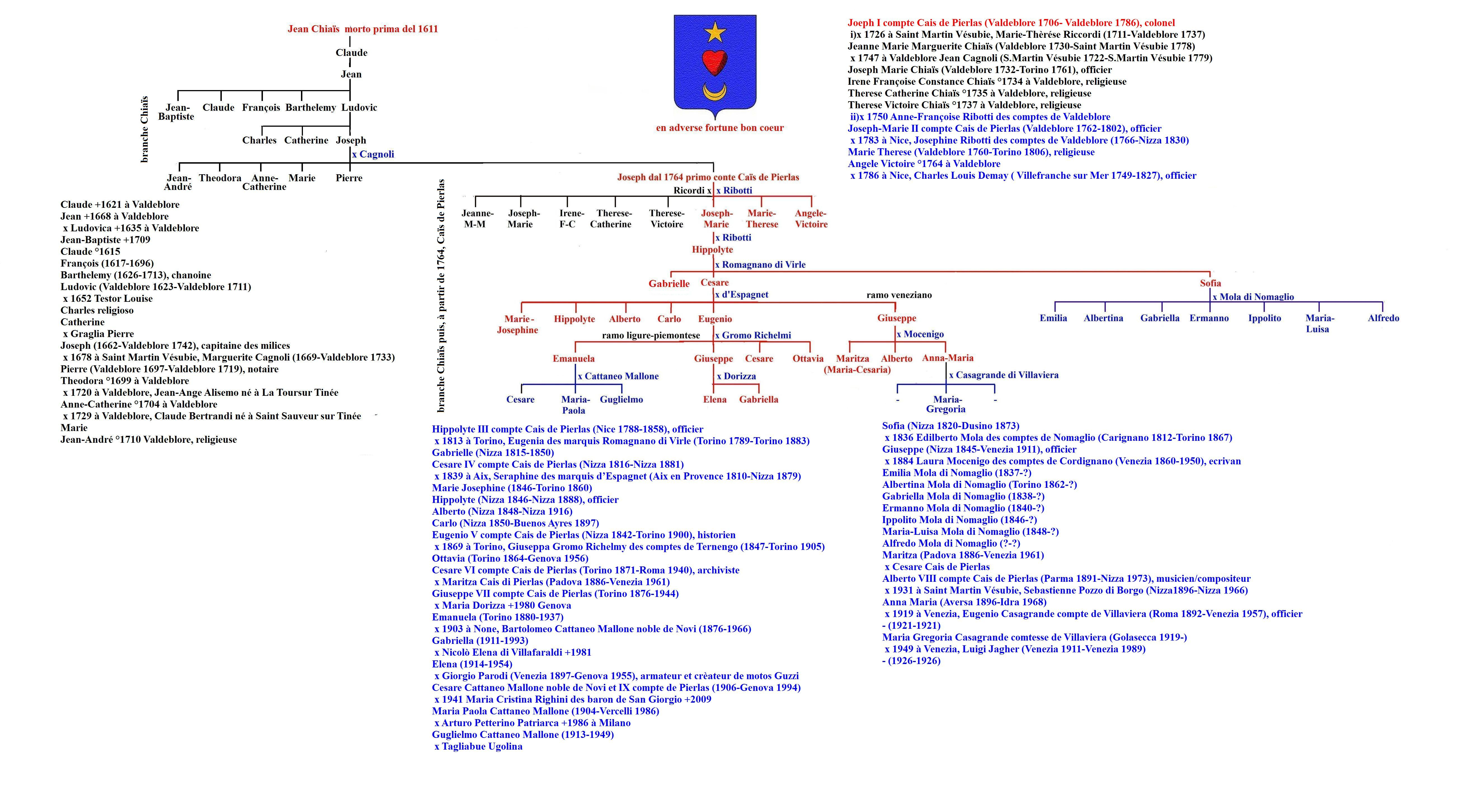
Eugène Caïs de Pierlas (Eugenio V) branche ligure-piémontaise.

Eugène Caïs de Pierlas connu également sous le nom italien de Eugenio Cais di Pierlas, et sous la dénomination généalogique de Eugène V Caïs de Pierlas, né le 14 octobre 1842 à Nice (alors province de Nice du royaume de Sardaigne) et mort le 10 avril 1900 à Turin (royaume d'Italie), est un peintre et historien niçois, membre de la famille Caïs. Il fut le spécialiste médiéviste de l'histoire du comté de Nice. 

## Biographie

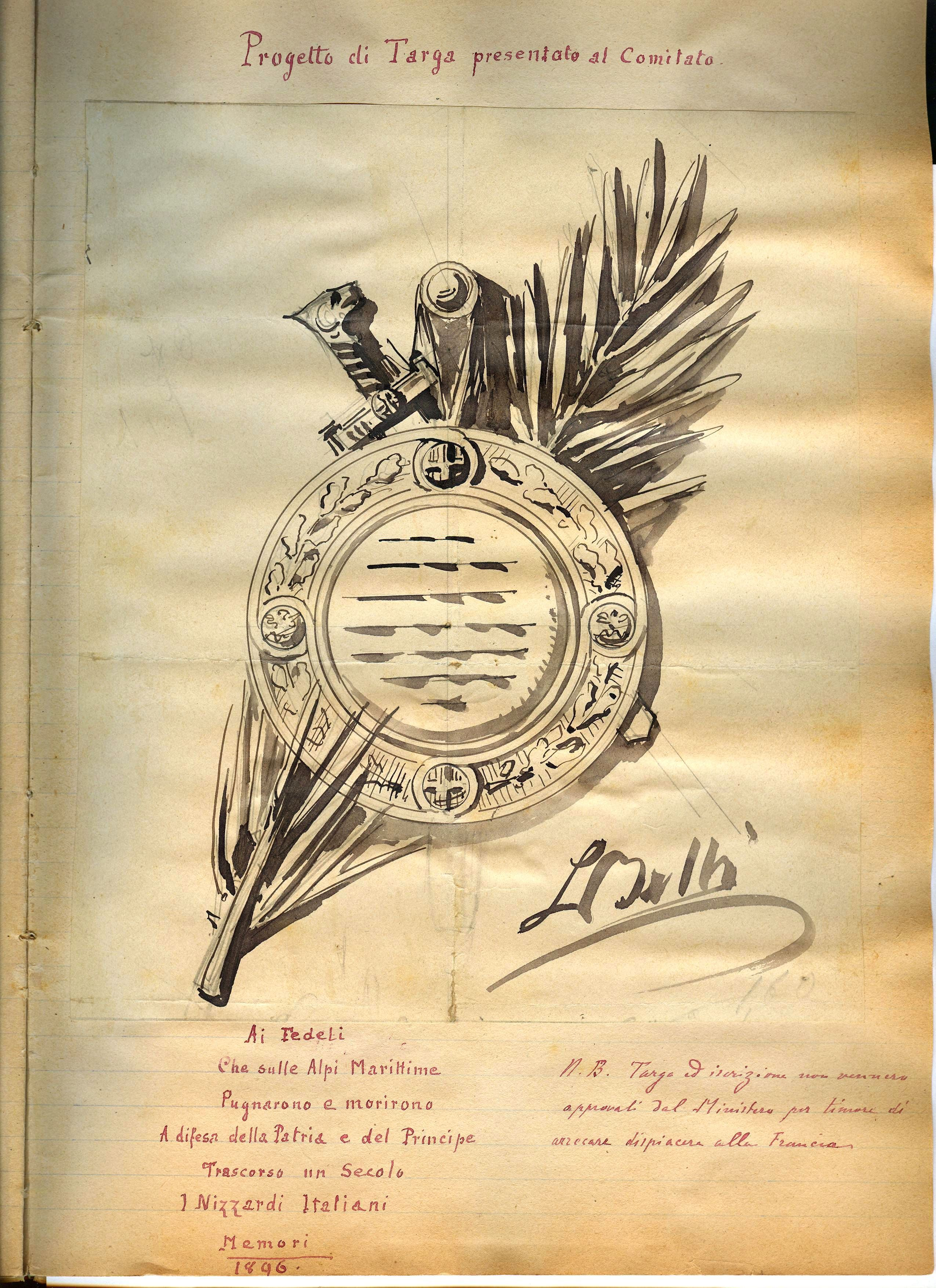
Projet de plaque commémorative des irrédentistes niçois 1896.

Eugène V Caïs de Pierlas était le fils de Cesare IV de Caïs (Nice 1816 - Nice 1881) et de Honorine Séraphine marquise d'Espagnet (Aix-en-Provence 1810 - Nice 1879).
Il fit ses premières études au collège des Jésuites de Nice (actuel lycée Masséna), mais en 1860, lors de l'annexion du comté de Nice à la France, Eugène Caïs de Pierlas s'installa à Turin. Il devint un élève du collège turinois des Barnabites de Moncalieri, avant de soutenir un doctorat en droit à l'université de Turin. Il retourne régulièrement dans son château de None, près de Pignerol, ainsi que des séjours fréquents dans l'hôtel particulier familial que les Caïs de Pierlas possèdent à Nice, à l'extrémité est du cours Saleya. Néanmoins, fidèle de la monarchie savoyarde, il opte pour la nationalité italienne en 1860. Il porte un amour d'exilé, qu'il épanche en collaborant à la rédaction du journal Il Pensiero di Nizza, journal des irrédentistes niçois.
En 1892, à la tête d'un Comité général des irrédentistes niçois expatriés en Italie (le “Comitato Generale Italiano”), il organise, en collaboration avec son ami Giuseppe Bres et d'autres irrédentistes, une contre-manifestation en opposition à la célébration française de l'annexion de Nice à la France en 1793.
Initialement peintre, ce qui lui vaut plusieurs prix de peinture de l'Académie des beaux-arts de Turin, il s'oriente vers la diplomatie, avant d'être recruté comme officier des archives d'État de Turin. Il acquiert progressivement une parfaite maîtrise des archives de la maison de Savoie. Il se consacre par la suite entièrement à la recherche historique de l'histoire médiévale de Nice et de son comté, ainsi que de l'histoire généalogique des familles de Provence, de Nice de l'aristocratie piémontaise et subalpine, son travail contribuant à une meilleure compréhension des histoires de Nice et de la région subalpine.
En 1869, il épouse Giuseppa Gromo Richelmy, comtesse de Ternengo-Thaon de Revel(1847-1905).

## Publications

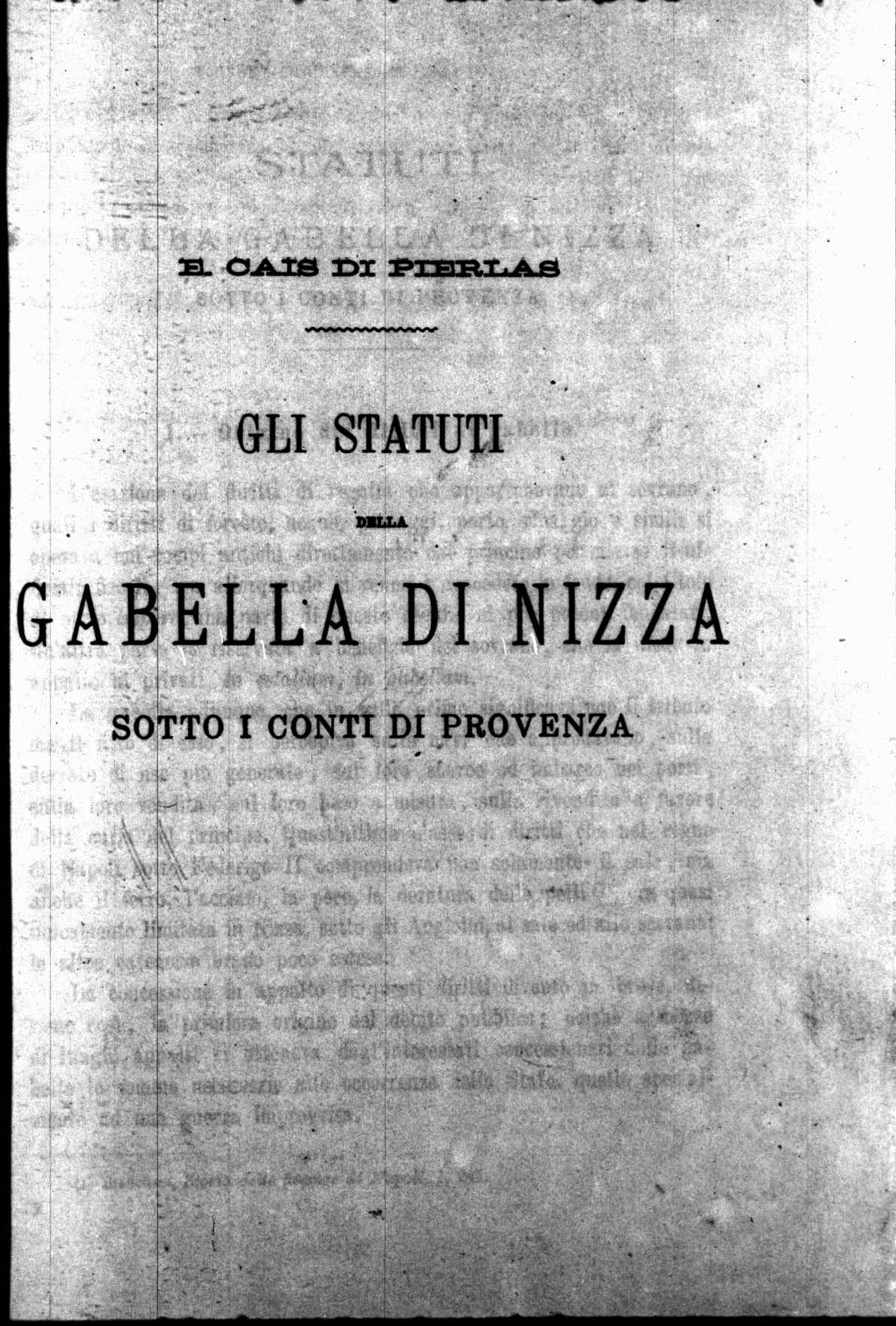
Gli statuti della gabella di Nizza sotto i conti di Provenza, 1894

- Documents inédits sur les Grimaldi et Monaco et leurs relations avec les ducs de Savoie suivis des statuts de Menton, 1885,
- Cartulaire de l'ancienne cathédrale de Nice, 1888, qu'il parvient à reconstituer, en réunissant des fragments d'archives dispersées,
- Statuts et privilèges accordés au comté de Vintimille et Val de Lantosque par les comtes de Provence, 1890,
- Fief de Châteauneuf dans les Alpes-Maritimes du XIe au XVe siècle, 1892 présente les structures de la parenté aristocratique niçoise, mettant en exergue la ramification lignagère, mais aussi le plan de la ville de Nice pendant le premier siècle de la domination des princes de Savoie.
- (it) Gli statuti della gabella di Nizza sotto i conti di Provenza, Torino, Fratelli Bocca, 1894 (lire en ligne)
- Chartrier de l'abbaye de Saint-Pons, 1900.